# Adolfo Piñedo
Adolfo Piñedo Simal (n. Humanes, Guadalajara, 11 de mayo de 1943) es un político y sindicalista español.

## Biografía
Licenciado en Ciencias Físicas por la Universidad Complutense de Madrid, ejerció como investigador en el Centro de Investigación de ITT en España y como profesor de Matemáticas en la Enseñanza secundaria. Militante del Partido Comunista de España (PCE) y de Comisiones Obreras, fue miembro de la Comisión Obrera del Metal de Madrid, secretario general de la Federación del Metal de dicho sindicato hasta 1981 y miembro de su Comisión Ejecutiva Confederal, siendo uno de sus principales dirigentes en la década de 1980. Al producirse la expulsión del sector afín a Santiago Carrillo del PCE en 1985, se convirtió en uno de los fundadores del Partido de los Trabajadores de España-Unidad Comunista, del que fue elegido secretario general en su Congreso Constituyente de 1987.
Tras la integración del PTE-UC en el Partido Socialista Obrero Español en 1991, fue elegido miembro de la Comisión Ejecutiva de la Federación Socialista Madrileña y del Comité Federal del PSOE. Fue asimismo diputado de la Asamblea de Madrid entre 1991 y 2011.